# Messe I.X – VI.X
Messe I.X – VI.X – dwunasty długogrający album studyjny norweskiej grupy Ulver. Ukazał się 01 sierpnia 2013 r. wydany przez wytwórnię płytową Jester Records. 
Album składa się z utworów wykonanych głównie na instrumentach elektronicznych wraz z Tromsø Chamber Orchestra we współpracy z The Arctic Opera and Philharmonic Orchestra w Tromsø. Rejestracja odbyła się 21 września 2012 r. Wiele utworów zostało nagranych na żywo, ale pomimo tego nie jest to album koncertowy. Zespół pracował nad ostatecznym kształtem nagrań przez ponad pół roku. Album został wydany na płycie CD, oraz w wersji audiofilskiej na płycie winylowej w kilku kolorach i specjalnych limitowanych wersjach.
Album zawiera sześć zupełnie nowych pozycji skomponowanych przez Ole Aleksandra Halstensgård, Kristoffer Rygg, Jørn H. Sværen i Tore Ylwizaker. Dużą rolę w tworzeniu nagrań odegrał kompozytor Martin Romberg, który zapisał również muzykę dla 21 członków z Tromsø Chamber Orchestra. W muzyce zawarty jest również wpływ współczesnych kompozytorów i muzyków Ole-Henrik Moe i Kari Rønnekleiv.

## Lista utworów
- I.X. „As Syrians Pour in, Lebanon Grapples with Ghosts of a Bloody Past” - 11:50
- II.X. „Shri Schneider” - 5:34
- III.X. „Glamour Box (Ostinati)” - 6:10
- IV.X. „Son of Man” - 8:23
- V.X. „Noche Oscura del Alma” - 5:25
- VI.X. „Mother of Mercy” - 7:22

## Twórcy
- Ole Aleksander Halstensgård - elektronika
- Kristoffer Rygg - wokal prowadzący, programowanie
- Jørn H. Sværen - liryka
- Tore Ylwizaker - instrumenty klawiszowe, elektronika
- Martin Romberg - dyrygent, orkiestra
- Ole-Henrik Moe - kompozytor
- Kari Rønnekleiv - kompozytor
- Kristin Bøyesen - Video Stills
- Jaime Gomez Arellano - Mastering
- Ingrid Aas - fotografia oraz projekt okładki
- Tromsø Chamber Orchestra
- Arne Bjørhei - trąbka
- Ingrid Eliassen - trąbka
- Katrina Brown - altówka
- Sigrid Lien Schulerud - altówka
- Mari Giske - altówka
- Berit Fonnes - skrzypce
- Eira Foss - skrzypce
- Snorre Holmgren - skrzypce
- Yuko Kawami - skrzypce
- Sari Martinussen - skrzypce
- Anders Melhus - skrzypce
- Kristina Nygaard - skrzypce
- Aelita Osadchuk - skrzypce
- Brynjar Lien Schulerud - skrzypce
- Ole Henrik Moe - altówka, skrzypce
- Kari Rønnekleiv - altówka, skrzypce
- Ørnulf Lillebjerka - wiolonczela
- Mario Machlik - wiolonczela
- Inga Raab - wiolonczela
- Torbjørn Ingvaldsen - puzon
- Jens Christian Kloster - puzon
- Alexander Kloster Jensen - gitara
- Stein Paulsen - gitara basowa
- Tomas Pettersen - perkusja
- John Stenersen - Hurdygurdy